# Bara kyrkby
Bara kyrkby är kyrkbyn i Bara socken i Svedala kommun i Skåne belägen öster om Malmö och strax nordost om tätorten Bara.
Här ligger Bara kyrka.